# Fútbol Club Cienfuegos
O Fútbol Club Cienfuegos é um clube de futebol cubano com sede em Cienfuegos.
Foi vencedor do Campeonato Nacional de Cuba por quatro vezes.

## Títulos
- Campeonato Cubano de Futebol
  - Campeão (5): 1985, 1990/91, 2007/08, 2008/09 e 2023